# Angelus Silesius
Angelus Silesius (Wrocław, 25 de dezembro de 1624 – Wrocław, 9 de julho de 1677), nascido Johann Scheffler e também conhecido como Johann Angelus Silesius, foi um padre e médico católico alemão, conhecido como poeta místico e religioso.

## Biografia
Nascido e criado no luteranismo, adotou o nome Angelus (latim para "anjo" ou "mensageiro celestial") e o epíteto Silesius ("Silesiano") aquando da sua conversão ao catolicismo em 1653. Durante o tempo que estudou nos Países Baixos, Silesius começou a ler as obras dos místicos medievais e se familiarizou com as do místico alemão Jakob Böhme por influência de um amigo de Böhme, Abraham von Franckenberg. As crenças místicas de Silesius provocaram tensão entre ele e as autoridades luteranas no que resultou na sua conversão ao catolicismo. Silesius entrou então para a Ordem dos Frades Menores e foi ordenado sacerdote em 1661. Dez anos depois, em 1671, transferiu-se para uma casa jesuíta onde permaneceu durante o resto de sua vida.
Um entusiasta conversor e sacerdote, Silesius trabalhou para convencer os protestantes alemães na Silésia a retornarem à Igreja Católica Romana. Compôs 55 folhetos e panfletos condenando o protestantismo, vários deles foram publicados em dois volumes in-fólio intitulados Ecclesiologia (traduzido para "As Palavras da Igreja"). Atualmente ele é lembrado principalmente por sua poesia religiosa e, em particular, por duas obras poéticas ambas publicadas em 1657: Heilige Seelenlust (literalmente, "Os Desejos Sagrados da Alma"), uma coleção de mais de 200 textos de hinos religiosos que foram usados por católicos e protestantes; e Der Cherubinischer Wandersmann ("O Peregrino Querubínico"), uma coleção de 1.676 poemas curtos, na maior parte versos alexandrinos. Sua poesia explora temas de misticismo, quietismo e panteísmo dentro de um contexto católico ortodoxo.

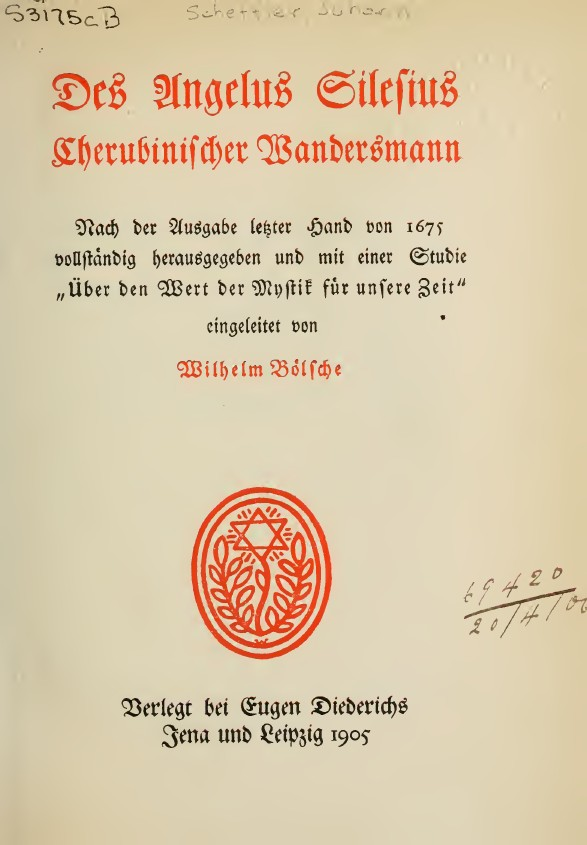
Des Angelus Silesius Cherubinischer Wandersmann (1905)

## Vida

### Vida e educação
Embora sua data de nascimento exata seja desconhecida, acredita-se que Silesius nasceu em dezembro de 1624 em Breslávia, capital da Silésia. A primeira menção dele é o registro de seu batismo no dia de Natal, 25 de dezembro de 1624. Na época, a Silésia era uma província de língua alemã do Império Habsburgo. Hoje, é a região sudoeste da Polônia. Batizado de Johann Scheffler, ele foi o primeiro de três filhos. Seus pais, que se casaram em fevereiro de 1624, eram protestantes luteranos. Seu pai, Stanislaus Scheffler (c. 1562-1637), era de ascendência polonesa e era um membro de menor nobreza. Stanislaus dedicou sua vida aos militares, foi feito Senhor de Borowice (ou Vorwicze) e recebeu um título de cavaleiro do rei Sigismundo III. Alguns anos antes do nascimento de seu filho, ele havia se aposentado do serviço militar em Cracóvia. Em 1624, ele tinha 62 anos. A mãe da criança, Maria Hennemann (c. 1600- 1639), era a filha de 24 anos de um médico local com laços com a corte imperial de Habsburgo.
Scheffler obteve sua educação infantil no Elisabethsgymnasium (Saint Elizabeth's Gymnasium, ou ensino médio) em Breslau. Seus primeiros poemas foram escritos e publicados durante esses anos de formação. Scheffler provavelmente foi influenciado pelas obras recentemente publicadas do poeta e estudioso Martin Opitz e por um de seus professores, o poeta Christoph Köler.
Posteriormente, estudou medicina e ciências na Universidade de Estrasburgo (ou Strassburg) na Alsácia por um ano em 1643. Foi numa universidade luterana com um curso de estudo que abraçou o humanismo renascentista. De 1644 a 1647, frequentou a Universidade de Leiden. Nessa época, ele foi apresentado aos escritos de Jacob Böhme (1575-1624) e conheceu um dos amigos de Böhme, Abraham von Franckenberg (1593-1652), que provavelmente o apresentou aos antigos escritos cabalistas, alquimia e hermeticismo, e a escritores místicos que viviam em Amsterdã.  Franckenberg estava compilando uma edição completa do trabalho de Böhme na época em que Scheffler residia na Holanda. A República Holandesa forneceu refúgio para muitas seitas religiosas, místicas e estudiosos que foram perseguidos em outros lugares da Europa. Scheffler então foi para a Itália e se matriculou em estudos na Universidade de Pádua em Pádua em setembro de 1647. Um ano depois, recebeu doutorado em filosofia e medicina e voltou para sua terra natal.

### Médico
Em 3 de novembro de 1649, Scheffler foi nomeado médico da corte de Silvius I Nimrod, Duque de Württemberg-Oels (1622-1664) e recebeu um salário anual de 175 thalers. Embora ele tenha sido "recomendado ao Duque por causa de suas qualidades e sua experiência em medicina," é provável que o amigo e mentor de Scheffler, Abraham von Franckenberg, tenha arranjado a nomeação dada sua proximidade com o Duque. Franckenberg era filho de um nobre menor da vila de Ludwigsdorf, perto de Oels, dentro do ducado. Franckenberg retornou à região no ano anterior. Também é possível que o cunhado de Scheffler, Tobias Brückner, que também era médico do Duque de Württemberg-Oels, possa tê-lo recomendado. Scheffler logo não ficou feliz em sua posição, pois seu misticismo pessoal e opiniões críticas sobre a doutrina luterana (especialmente seus desacordos com a Confissão de Augsburgo) causaram atrito com o Duque e membros da corte ducal. O Duque foi caracterizado na história como sendo "um luterano zeloso e muito intolerante".." Coincidentemente, foi nessa época que Scheffler começou a ter visões místicas, o que, juntamente com seus pronunciamentos públicos, levou o clero luterano local a considerá-lo um herege. Após a morte de Franckenberg em junho de 1652, Scheffler renunciou ao cargo — ele pode ter sido forçado a renunciar — e buscou refúgio sob a proteção da Igreja Católica Romana.

### Padre e poeta

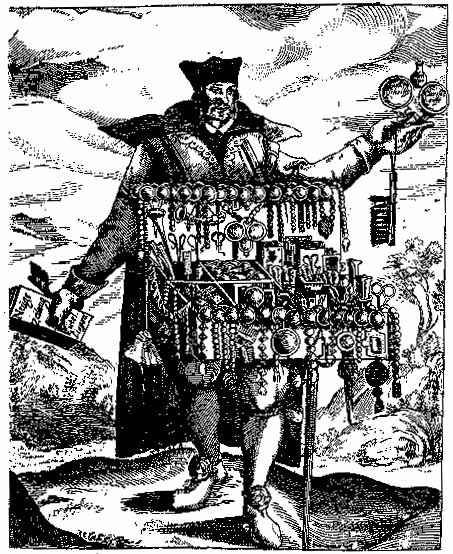
As autoridades protestantes atacaram e denunciaram Silesius por suas crenças católicas e místicas, como com esta caricatura do Wohlverdientes Kapitel (1664) retratando-o como um vendedor de poções, rosários, cartas de jogo e dados, espetáculos e outros artigos imorais.

As autoridades luteranas nos estados reformados do Império não eram tolerantes com o crescente misticismo de Scheffler, e ele foi publicamente atacado e denunciado como um herege. Nessa época, os governantes dos Habsburgos (que eram católicos) estavam pressionando por uma Contrarreforma e defendiam uma re-católicação da Europa. Scheffler procurou converter-se ao catolicismo e foi recebido pela Igreja de São Matias em Breslau em 12 de junho de 1653. Ao ser recebido, ele tomou o nome de Angelus, a forma latina de "anjo", derivado dos ángelos gregos (φγγελος, "mensageiro"); para seu epíteto, ele tomou Silesius (latim para "Silésia"). É incerto por que ele tomou esse nome, mas ele pode tê-lo adicionado em honra de sua Silésia nativa ou para honrar um autor escolástico, místico ou teosofólico favorito, para distinguir-se de outros escritores famosos de sua época: talvez o escritor místico espanhol Juan de los Ángeles (autor de O Triunfo do Amor) ou o teólogo luterano Johann Angelus em Darmstadt. Ele não usou mais o nome Scheffler, mas na ocasião usou seu primeiro nome, Johann. De 1653 até sua morte, ele usou os nomes Angelus Silesius e também Johann Angelus Silesius.
Pouco depois de sua conversão, em 24 de março de 1654, Slésio recebeu uma nomeação como Médico da Corte Imperial para Fernando III, o Sacro Imperador Romano-Germânico. No entanto, esta foi provavelmente uma posição honorária para oferecer alguma proteção oficial contra os atacantes luteranos, já que Silesius nunca foi a Viena para servir a Corte Imperial. É muito provável que ele nunca praticou medicina após sua conversão ao catolicismo.
No final da década de 1650, ele pediu permissão (um obstat niil ou imprimatur) das autoridades católicas em Viena e Breslau para começar a publicar sua poesia. Ele começou a escrever poesia desde cedo, publicando algumas peças ocasionais quando um estudante em 1641 e 1642. Ele tentou publicar poesia enquanto trabalhava para o Duque de Württemberg-Oels, mas foi recusado permissão pelo clérigo ortodoxo da corte luterana do duque, Christoph Freitag. No entanto, em 1657, após obter a aprovação da Igreja Católica, duas coleções de seus poemas foram publicadas — as obras pelas quais ele é conhecido —Heilige Seelenlust ("O Santo Desejo da Alma") e Der Cherubinische Wandersmann ("O Peregrino Cherúnico").
Em 27 de fevereiro de 1661, Silesius recebeu ordens sagradas como franciscano. Três meses depois, ele foi ordenado padre no Ducado Silésia de Neisse— uma área de re-católicação bem sucedida e um dos dois estados eclesiásticos dentro da região (isto é, governado por um príncipe-bispo). Quando seu amigo Sebastian von Rostock (1607-1671) tornou-se príncipe-bispo de Breslau, Silesius foi nomeado seu Rath und Hofmarschall (conselheiro e Camareiro).
Durante este tempo, ele começou a publicar mais de cinquenta setores atacando o luteranismo e a Reforma Protestante. Trinta e nove desses ensaios ele mais tarde compilou em uma coleção de folio de dois volumes intitulada Ecclesiologia (1676).

### Morte
Após a morte do Príncipe-Bispo de Breslau em 1671, Slésio retirou-se para o Hospício dos Cavaleiros da Cruz com a Estrela Vermelha (o Matthiasstift), uma casa jesuíta associada à igreja de São Matias em Breslau. Ele morreu em 9 de julho de 1677 e foi enterrado lá. Algumas fontes afirmam que ele morreu de tuberculose." Imediatamente após a notícia de sua morte se espalhar, vários de seus detratores protestantes espalharam o falso boato de que Silesius havia se enforcado. Por seu testamento, ele distribuiu sua fortuna, em grande parte herdada da nobre propriedade de seu pai, para instituições piedosas e de caridade, incluindo orfanatos.

## Importância

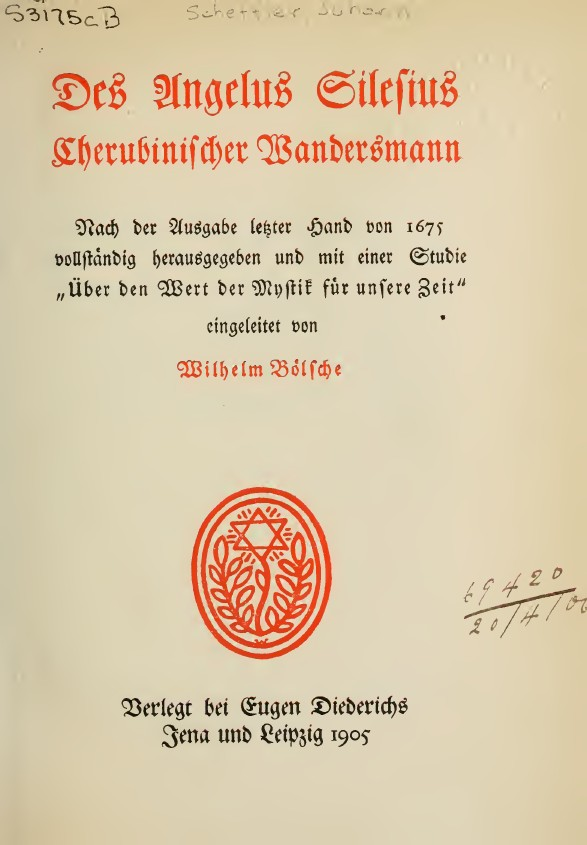
Des Angelus Silesius Cherubinischer Wandersmann (1905)

### Interpretação do trabalho
A poesia de Angelus Silésio consiste em grande parte de epigramas na forma de casais alexandrinos — o estilo que dominou a poesia alemã e a literatura mística durante a era barroca. Segundo Baker, o epigrama foi fundamental para transmitir o misticismo, pois "o epigrama com sua tendência à brevidade e à pontaria é um gênero adequado para lidar com o problema estético da ineficabilidade da experiência mística." A Enciclopédia Britannica Eleventh Edition identifica esses epigramas como Reimsprüche— ou distichs rimados — e os descreve como:
A poesia de Silésio orienta o leitor a buscar um caminho para um estado espiritual desejado, uma quietude eterna, evitando necessidades materiais ou físicas e a vontade humana. Requer uma compreensão de Deus que seja informada pelas ideias da teologia apática e da antítese e paradoxo.  Alguns dos escritos e crenças de Slésio que beiravam o panteísmo ou panentheísmo causaram tensões entre Slésio e autoridades protestantes locais. No entanto, na introdução a Cherubinischer Wandersmann, ele explicou sua poesia (especialmente seus paradoxos) no âmbito da ortodoxia católica e negou o panteísmo que teria sido infringido pela doutrina católica.
Seu misticismo é informado pelas influências de Böhme e Franckenberg, bem como dos proeminentes escritores Meister Eckhart (1260-1327), Johannes Tauler (c. 1300–1361), Heinrich Suso (c. 1300-1366) e Jan van Ruysbroeck (1293/4-1381). O crítico e teórico literário Georg Ellinger supôs em seu estudo sobre Silesius que sua poesia foi influenciada pela solidão (especialmente devido à morte de seus pais e se tornando um órfão no início da vida), impulsividade desgovernada e falta de realização pessoal, tornando grande parte de sua poesia confessional e exibindo conflitos psicológicos internos.

### Uso em hinos
Vários dos poemas de Silésio foram usados ou adaptados como hinos usados em cultos protestantes e católicos. Em muitos hinos luteranose protestantes primitivos, essas letras foram atribuídas a "anônimos", em vez de admitir que foram escritas pelo silesius católico, conhecido por sua crítica e defesa contra o protestantismo. Em muitos casos, o verso de Silésio é atribuído impresso em "anônimo" ou "I.A." Enquanto a I.A. eram as iniciais latinas de Iohannis Angelus, muitas vezes eram mal interpretadas como Incerti auctoris, que significa "autor desconhecido". Da mesma forma, várias obras verdadeiramente anônimas foram posteriormente atribuídas a Silesius, graças às mesmas iniciais ambíguas. Versículos de Silesius aparecem nas letras de hinos publicadas em Nürnberg Gesang-Buch (1676), Gesang-Buch (1704), Gesang-Buch (1713), De Perst; e Gesang-Buch de Burg (1746). Setenta e nove hinos usando seus versos foram incluídos em Christ-Catholisches Singe und Bet-Büchlein (1727), de Nicolaus Zinzendorf. Durante o século XVIII, eles eram frequentemente usados nas Igrejas Luteranas, Católicas e Morávias. Muitos desses hinos ainda são populares nas igrejas cristãs hoje em dia.

### Silesio na cultura moderna

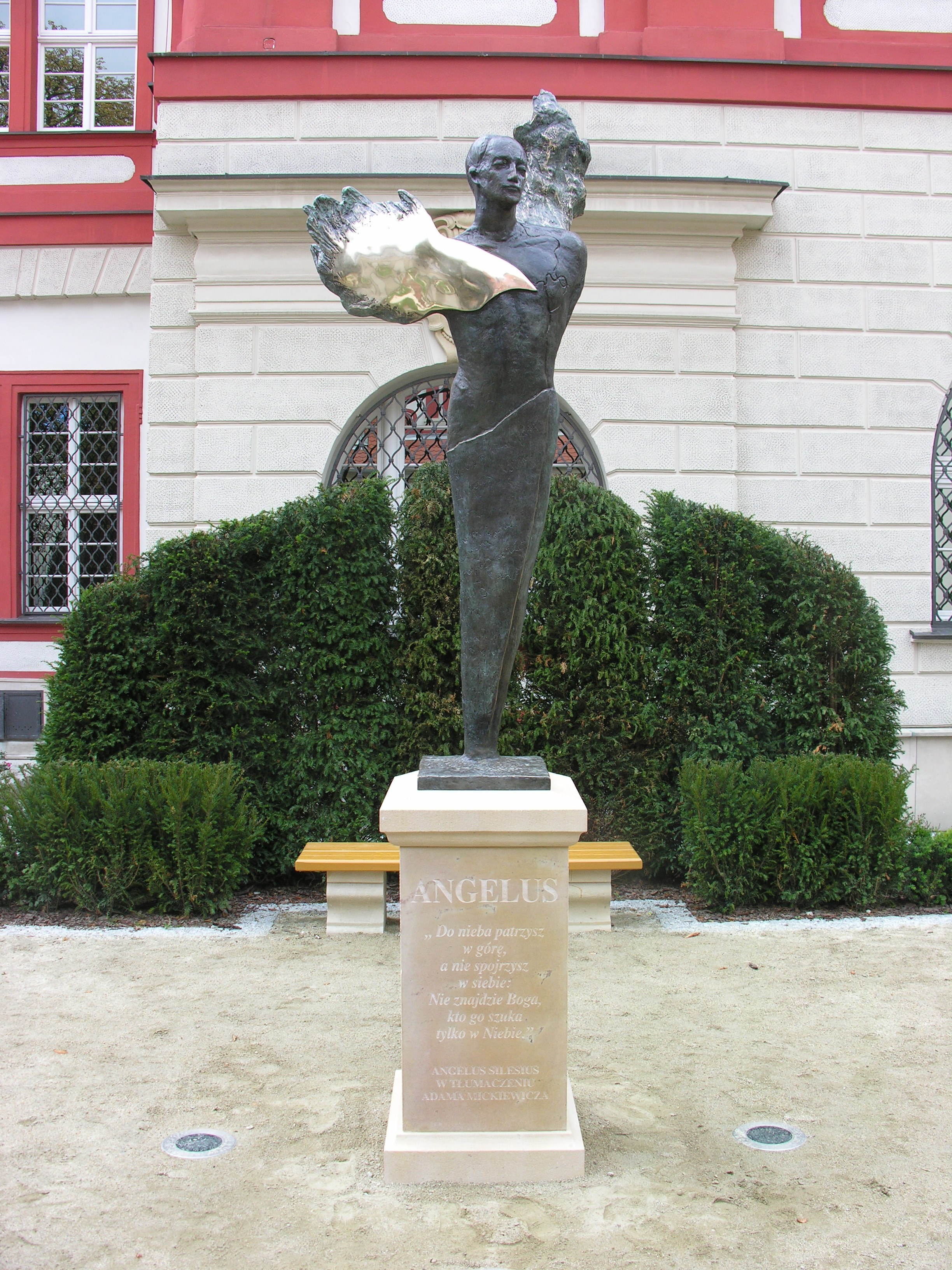
Monumento em Wroclaw

Em 1934, Hugo Distler baseou 14 motetos de seu Totentanz em textos de O Peregrino Cherúnico.

Em uma série de palestras intitulada Siete Noches ("Sete Noites") (1980), o escritor e poeta argentino Jorge Luis Borges (1899-1986) observa que a essência da poesia pode ser encapsulada em uma única linha de Silésio. Borges escreveu:
Vou terminar com uma grande linha do poeta que, no século XVII, tomou o nome estranhamente real e poético de Angelus Silesius. É o resumo de tudo o que eu disse esta noite - exceto que eu disse isso por meio de raciocínio e raciocínio simulado. Vou dizer primeiro em espanhol e depois em alemão:
A rosa é sem por que; ele floresce porque floresce.
A rosa é sem por que; ele floresce porque floresce.

A frase que ele citou, Die Rose ist ohne warum; sie blühet, weil sie blühet... de O Peregrino Cherubinic (1657), de Silesius, pode ser traduzida como: "A Rosa está sem um 'por onde'— ela floresce porque floresce". A influência do misticismo é vista na obra de Borges, especialmente em sua poesia, que frequentemente faz referência a Slésio e sua obra.
Essa mesma linha foi frequentemente referenciada na obra de Martin Heidegger (1889-1976) que (baseado na obra de Leibniz e Hegel) explorou o misticismo em muitas de suas obras, na qual ele define uma teoria da verdade como fenomenal e desafiando qualquer explicação racional.  Heidegger estava comentando sobre a filosofia racional do filósofo e matemático alemão Leibniz (1646-1716)— contemporâneo de Silésio — que chamou a poesia do místico de "bonita", mas "extraordinariamente ousada, cheio de metáforas difíceis e inclinado quase à falta de deus" apesar do misticismo de Silesius ser contrário ao principium reddendae rationis suficienteisde Leibniz, o Princípio de razão suficiente.

## Trabalhos

### Poesia
- - 1642: Bônus Consiliarius (trans. O Bom Conselheiro)
  - 1657: Heilige Seelenlust, oder geistliche Hirtenlieder der in ihren Jesum verliebten Psyche (trans. "Os Santos Desejos da Alma, ou as Canções Espirituais do Pastor em seu Espírito amante de Cristo")
    - "Eu quero te amar, minha força"
    - "Estrela da Manhã da Noite Negra"

  - 1657: Geistreiche Sinn-und-Schlussreime zur göttlichen Beschaulichkeit (trans). "Aforismos Engenhosos em End-Rhymes to Divine Tranquility", ou "Witty Aphorisms in End-Rhymes to Divine Tranquility") renomeado na 2ª edição (1674) para Der Cherbinische Wandersmann (trans. "O Peregrino Cherubinico")
  - 1675: Descrição sensual das últimas quatro coisas, para salutar Schröken e encorajamento de todas as pessoas inn druck. Aumentado com a procissão celestial, &c. (trans). "Uma Representação Sensual das Quatro Últimas Coisas...")

### Tratos teológicos e escritos polêmicos
- 1653: Gründtliche Ursachen von Motiven, warumb Er Von dem Lutherthumb abgetretten, und sich zu der Catholischen Kyrchen bekennet hat. (trans. "um exame minucioso de seus motivos por que ele se desviou do luteranismo e confessou à igreja católica")
- 1663: Türcken-Schrifft Von den Ursachen der Türkischen Überziehung. (trans. Escrevendo sobre os turcos: Das causas da invasão turca")
- 1664: Kehr-Wisch Zu Abkehrung des Ungeziefers Mit welchem seine wolgemeinte Tückenschrifft Christianus Chemnitius hat wollen verfasst machen. (trans. "A Sweeping of the nonsense with which Christianus Chemnitius wanted to fill his well-intended writing on the Turks")
- 1664: Zerbrochene Triumphs-Wagen auff welchem er Uber die Lutheraner triumphirend einzufahren ihm Traum vorkommen lassen. (trans. "The Broken Triumph Wagon, sobre o qual ele triunfantemente pode dizer aos luteranos que pode acontecer em um sonho")
- 1664: Christen-Schrifft Von dem herrlichen Kennzeichen deß Volkes Gottes. (trans. "Que as escrituras cristãs são a adorável marca do povo de Deus")
- 1664: Und Scheffler redet noch! Esse é o discurso protetor de Johannis Scheffler para si mesmo e seu Christian-Schrifft. (trans). "E Scheffler ainda fala! Que o discurso de proteção de Johann Scheffler para si mesmo e suas escrituras cristãs")
- 1665: Kommet her und Sehet mit vernünfftigen Augen wie Joseph und die Heiligen bey den Catholischen geeehret. (trans. "Venha e eis, glorificado com olhos razoáveis como José e os Santos pelos católicos")
- 1665: Der Lutheraner und Calvinisten Abgott der Vernunfft ilhblösset dargestellt. (trans. "O Deus da Razão dos Luteranos e Calivinsits mostrados desnudados.")
- 1665: Gülden-Griff Que figuram todos os hereges podem ser facilmente dominados até mesmo pelos mais desaprendidos.
- 1666: Des Römischen Bapists Oberhauptmannschaft über die gantze allgemeine Kirche Christi. (trans. "A liderança dos Batistas Romanos de toda a Igreja Geral de Cristo")
- 1667: Johannis Schefflers Gründliche Aführung Dass die Lutheraner auf keine Weise noch Wege zu ihrer Glauben in der Schrifft kann und ihr Gott ein blosser Wahn Bild oder Ding ihrer Vernunfft sey. "Um tratamento minucioso de que os luteranos não têm rotas para sua fé nas Escrituras para mostrar a seu Deus como uma mera alucinação ou uma coisa de razão")
- 1670: Kurtze Erörterung Der Frage Ob die Lutheraner in Schlesien der in Instrumento Pacis denen Augsburgischen Confessions-Verwandten verliehenen Religions-Freyheit sich getrösten können. (trans. "Uma breve discussão sobre a questão se a liberdade religiosa pode existir com os luteranos na Silésia, onde as Confissões de Augsburgo foram concedidas um Instrumento de Paz")
- 1670: Christiani Conscientiosi Sendschreiben An Alle Evangelische Universitäten in welchem er seine Gewissens-Scrupel proponirt. (trans. "A todos os cristãos conscientes: Uma Carta a todas as Universidades Protestantes em que ele propõe seus escrúpulos de consciência")
- 1671: Johann Schefflers Erweiß Dass der gröste Hauffe die rechte Kirche sey; E você tem que ir kurtzumb para a Igreja Católica onde você quer se tornar soulful para sempre. (trans). "O conhecimento de Johann Scheffler de que o maior lar da verdadeira igreja é — ir à igreja católica onde você será abençoado para sempre")
- 1672: J. E. InformationSchreiben Wegen des Fegefeuers an E. V. Em que é insuperável comprovado que existem mais de dois lugares de almas após a morte e o purgatório. (trans). "Uma carta informativa sobre o Purgatório, provando insuperávelmente os mais de dois lugares da alma após a morte e o purgatório")
- 1673: Hierothei Boranowsky Gerechtfertigter Gewissens-Zwang Oder Erweiß daß man die Ketzer zum wahren Glauben zwingen könne und solle. (trans. Boranowsky's The Justified Coercion of Conscience, or the knowledge of what could and should force heretics to the true faith")
- 1675: Johannis Schefflers Alleiniges Him[m]elreich Das ist Abweisung Des schädlichen Wahns dass man wol Seelig werden wenn man gleich nicht Catholisch werden. (trans. "O Reino dos Céus de Johann Scheffler sozinho rejeita a ilusão prejudicial de que você pode ser salvo se você não for católico")
- 1675: D. J. Schefflers Vernünfftiger Gottes-Dienst. (trans. "Serviço Razoável de J. Scheffler a Deus")
- 1675: Der Catholisch gewordene Bauer Und Lutherische Doctor (trans. "O católico se torna um agricultor e doutor luterano")
- 1677: Eclesiologia Oder Kirche-Beschreibung. (trans. "As Palavras da Igreja, ou Descrição da Igreja")